# Verrafjorden
Verrafjorden er en fjordarm af Trondheimsleia i kommunerne Agdenes og Snillfjord i Trøndelag fylke i Norge. Fjorden går 8 kilometer mod  øst og syd til Steinsdalen i bunden af fjorden. Fjorden har indløb mellem Agdenes i nord og Seterneset i syd. Fjorden går først mod øst, men drejer mod syd ved Lauvneset.
Det ligger gårde langs hele østsiden af fjorden, mens der på vestsiden ikke er bebyggelse. Fjeldene på vestsiden stiger forholdsvis brat op til 400-500 meter over havet. Her ligger Terningsheia på 531 moh. og Håkavikfjellet på 518 moh.